# Martinsburg (Missouri)
Martinsburg – miasto w Stanach Zjednoczonych, w stanie Missouri, w hrabstwie Audrain.